# Parque nacional Rașcov
El parque nacional Rașcov (conocido por la población de habla rusa, como el parque nacional Rashkov), es el segundo más grande paisaje natural protegido en Transnistria, un territorio independiente de facto del país europeo de Moldavia. Está situado en el norte, cerca de Camenca y Râşcov (en ruso: Rashkov), y se extiende por lo que se conoce localmente como "los Alpes Pridnestrovianos".